# Patricia Martín Briceño
Ana Patricia Martín Briceño (Mérida, 1972) es una fotógrafa, artista visual y gestora cultural mexicana, su trabajo se ha expuesto tanto en México como en el extranjero, en países como Estados Unidos, Francia, Colombia, España, Egipto, Japón, Canadá y China, y forma parte de colecciones de museos como el Museo Kiyosato de las Artes Fotográficas de Japón, la Lehigh University (Pensilvania), el de Bellas Artes de Houston, el Museum of Photographic Arts de San Diego, la Fototeca Nacional del Instituto Nacional de Antropología e Historia, el Museo del Chopo de la Universidad Nacional Autónoma de México, el Instituto de Cultura de Yucatán, el Salón de Otoño de París y la colección FotoMuseo de Bogotá.

## Estudios
Estudió la Licenciatura de Artes visuales en la Universidad Veracruzana, así como Artes visuales y especialización en imagen en la École Nationale Supérieure des Arts Décoratifs de París y realizó una Maestría de Usos del Arte Aplicado a grupos en desventaja y exclusión social por la Universidad Complutense de Madrid y de Gestión Cultural con el Equipo de La Fábrica en España..
Ha obtenido las becas del Sistema Nacional de Creadores, de Jóvenes Creadores del[Fondo Nacional para la Cultura y las Artes]], del Programa Educación por el Arte del Instituto Nacional de Bellas Artes, de Apoyo a las Culturas Populares y Comunitarias PACMYC y de Excelencia Artística otorgada por el gobierno francés.

## Trayectoria artística
Ha realizado residencias artísticas en el Banff Centre for the Arts en Canadá, la Cité Internationale des Arts en París, en el Consejo Nacional de Cultura CONAC en Venezuela y en el International Studio and Curatorial Center, ISCP en Nueva York.
Ha sido parte del Sistema Nacional de Creadores de Arte del Fondo Nacional para la Cultura y las Artes, becaria y tutora del programa Jóvenes Creadores del FONCA.
Imágenes suyas se han reproducido en libros y publicaciones especializadas en México y el extranjero, entre ellas 160 años de la fotografía en México, Foto povera y 52 mujeres en el arte.
Ha participado en diversos encuentros y festivales fotográficos como Fotofest en Houston, Texas, PhotoEspaña en Madrid, El Jardín de Academus: laboratorios y educación en el Museo Universitario de Arte Contemporáneo de la UNAM, Fotografía y Construcción en La Academia de Artes Visuales AAVI en la Ciudad de México, Fotografía y apropiación para la Fundación Jumex de la Ciudad de México, Fotografía Contemporánea Mexicana en el International Studio & Curatorial Center, ISCP de Nueva York, entre otros.
En 2022, fue parte de la exposición Anagnórisis: creadoras del Acervo Artístico de Yucatán, junto con otras 16 participantes, en el Centro de Artes Visuales (CAV) como parte de las actividades para conmemorar Marzo, el mes de la mujer. También participó en la muestra Cuerpo de obra. Colección Mérida (2023) en el Museo de la Ciudad, que reúne 76 piezas de 54 creadores cuyas obras pertenecen al Acervo Artístico Municipal.
De manera individual expuso Yeeb Sáastun (2023) en la Pinacoteca de Yucatán, acompañada de un performance de la actriz maya hablante Socorro Loeza. El título es un juego de las palabras mayas sáastun (piedra de luz) que se utiliza para adivinación, y yeep que significa neblina, incluyendo el concepto de que ahora se vislumbra un panorama de neblina para el pueblo maya. La obra representa al presente incierto de Yucatán, que se está dividiendo entre lotes de inversión y, a la vez, viendo al turismo masivo como única fuente de progreso social y económico.

## Gestión cultural
Ha participado en proyectos de trabajo comunitario y en diseño de programas pedagógicos en los que el arte es herramienta de desarrollo.
Se ha desempeñado en proyectos de interacción artística dirigidos a mujeres víctimas de violencia (Casa de la Mujer, Mérida), reclusos (CERESO Mérida), adultos mayores (DIF Veracruz), niños indígenas y jóvenes migrantes (UNICEF; UNO, Mano a Mano, NY). Destacan entre estos los de Yucatán visto por sus niños, financiado por el INBAL en 2004 y presentado en el Museo Palacio Cantón de Mérida, Yucatán,  La migración desde la mirada de los niños, realizado para UNICEF en 2005 y expuesto en el Museo Nacional de Culturas Populares, México visto por sus niños realizado en los estados de México, Hidalgo, Oaxaca, Chiapas, Michoacán y Puebla en el 2006 y presentado en el Museo del Papalote y el extranjero (EUA, Brasil, España, Puerto Rico, Costa Rica, Argentina), Nuestro Espacio, por un mundo sin violencia desde la juventud para el Instituto de Equidad de Género de Yucatán, IEGY-INMUJERES en 2008 presentado en el Centro de Artes Visuales del ICY, Narrativas visuales sobre identidad con jóvenes de origen mexicano en EUA realizado con apoyo de la fundación Mano a Mano de Nueva York,  Club Chilam para la Universidad de Oriente, UNO en Yucatán con jóvenes estudiantes de lingüística maya, Mujeres, Campo y poder con mujeres de origen maya en la comunidad de Santa Elena, Yucatán para el departamento de Investigaciones de Género del Centro Hideyo Noguchi de la Universidad Autónoma de Yucatán. 
Ha participado en diversos foros como Imágenes, migración y derechos de los niños para UNICEF en La Casa de la ciudad en Oaxaca, Visible Rights, Artistas por los derechos humanos en La Universidad de Harvard, Mujeres y Migración, imágenes y palabras Centro Hideyo Noguchi, UADY, Fotografía y Construcción en La Academia de Artes Visuales AAVI en la Ciudad de México, Fotografía y sociedad en el festival Fotográfica Bogotá, El Arte como herramienta de inclusión social, Universidad del Claustro de Sor Juana.
Se ha desempeñado como docente en La Universidad de las Artes de Yucatán, La Universidad de las Artes de Morelos, El Centro de la Imagen, La Universidad Modelo de Yucatán, así como en diferentes proyectos con niños migrantes, adultos mayores, hombres y mujeres en prisión y otros públicos no especializados.
A lo largo del 2007 fue directora de La Fototeca de Veracruz (INAH-IVEC), espacio dedicado a la conservación, enseñanza y difusión de la fotografía histórica y contemporánea.
Fue fundadora de La Negrita Cantina, El restaurante Casa Chica y La Fundación Mezcalería, desde donde promovió durante el tiempo que fue socia,  la revitalización del Centro Histórico de Mérida, así como diversidad de actividades para el rescate del patrimonio cultural; así mismo promovió una cultura de la inclusión de la comunidad LGBTQ, el uso de la bicicleta, la reforestación de la ciudad entre otras acciones.  